# 니시키오촌
니시키오촌(錦生村)은 일본 미에현 나가군에 설치되었던 촌이다. 현재의 나바리시의 일부에 해당한다.